# 프레더릭 밴크로프트

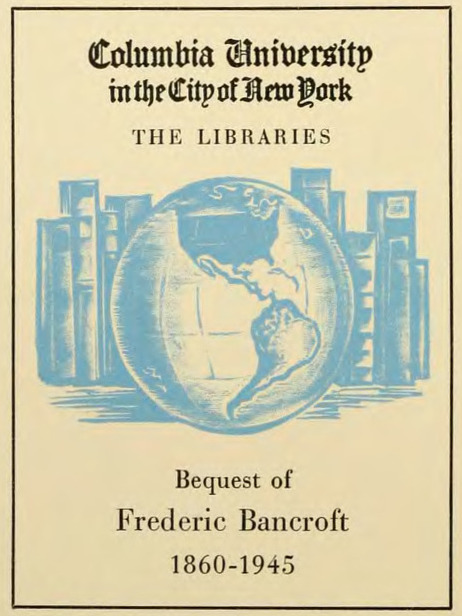

프레더릭 밴크로프트(Frederic Bancroft, 1860년 ~ 1945년)은 미국의 역사학자, 저자, 사서이다.

## 생애
프레더릭 밴크로프트는 게일즈버그에서 태어났다. 그는 애머스트 대학교에서 학사 학위를 받고 졸업한 후, 컬럼비아 대학교에서 박사 학위를 받았다. 그는 컬럼비아 대학교에서 1년 동안 강사로 일한 후에, 미국 국무부에서 1888년부터 1892년까지 사서로 근무했다.
밴크로프트는 미국 역사 학회의 활동적인 멤버였고, 1913년부터 1915년까지 미국 역사 학회 선거 절차 개혁을 주장하는 집단의 비공식적인 리더였다. 결국 1915년 회의에서 선거 절차가 개혁되었지만, J. 프랭클린 제임슨이 이끄는 과두 집권층을 실각시키는 것은 실패하였다.
밴크로프트는 2권의 책 "Slave-Trading in the Old South,"와 "A sketch of the Negro in politics, especially in South Carolina and Mississippi"을 쓴 저자였다. 또한, 그는 윌리엄 H. 수어드의 전기도 썼다.
1948년 그의 유지에 따라, 컬럼비아 대학교에서 그를 기리기 위해 밴크로프트상을 제정했다. 밴크로프트 상은 역사학 분야에서 가장 권위 있는 상의 하나로 여겨진다.